# Коанакочцин
Коанакочцин (науа — «Ушная серьга в виде Змеи»; в крещении — дон Педро де Альварадо Коанакочцин) — последний независимый тлатоани государства племени акольхуа с центром в городе Тескоко в 1520—1521 гг. Восьмой ребёнок тлатоани Незауальпилли.
В 1516 или 1517 г. в результате мятежа Иштлильхочитля II против избрания тлатоани Какамацина королевство акольхуа оказалось фактически поделённым на три части. Не вполне понятна роль Коанакочцина в указанном мятеже (тем более, что он с самого начала открыто не возражал против избрания тлатоани Какамацина), однако в итоге по трёхстороннему договору с братьями он получает треть доходов королевства. В 1520 году в разгар испанского завоевания он убивает своего брата тлатоани Квиквицкацина (Куикуицатля Токпашочитля) и занимает престол Тескоко. Принимал участие в обороне Мехико от испанцев. После падения Мехико в 1521 г. был свергнут испанцами и убит ими в 1525 г. вместе с Куаутемоком во время похода Кортеса в Гондурас.